# Експертно-апеляційна рада з питань ліцензування
Експертно-апеляційна рада з питань ліцензування — колегіальний орган з питань ліцензування при Державній регуляторній службі України.
Створена відповідно до статті 7 Закону України «Про ліцензування певних видів господарської діяльності».
Діє відповідно до статті 5 Закону України «Про ліцензування видів господарської діяльності».
Обов'язками Експертно-апеляційної ради з питань ліцензування є:
1. розгляд апеляцій та інших скарг здобувачів ліцензії, ліцензіатів на дії органу ліцензування або інших заявників щодо порушення законодавства у сфері ліцензування;
2. розгляд звернень органів ліцензування або спеціально уповноваженого органу з питань ліцензування щодо проведення позапланових перевірок додержання ліцензіатами вимог ліцензійних умов.